# Desa Gandasoli (administrativ by i Indonesien, lat -6,93, long 108,47)
Desa Gandasoli är en administrativ by i Indonesien.   Den ligger i provinsen Jawa Barat, i den västra delen av landet, 200 km öster om huvudstaden Jakarta.